# Сеча
Сеча (на словенски: Seča; на италиански: Sezza) е село в Словения, Обално-крашки регион, община Пиран. Според Националната статистическа служба на Република Словения през 2015 г. селото има 1221 жители.